# Антарктическая филателия
Антаркти́ческая филатели́я — коллекционирование и изучение совокупности знаков почтовой оплаты, почтовых отправлений географической зоны Земли южнее 60° ю. ш., где находится материк Антарктида и ряд прилегающих к нему островов. В более широком смысле — коллекционирование и изучение любых знаков почтовой оплаты и отправлений, особенности прохождения почты или сюжеты которых касаются этой зоны, а также сама совокупность таковых.

Территориальные претензии ряда государств на различные секторы Антарктики.
Великобритания
Австралия
Новая Зеландия
Франция
Аргентина
Чили
Норвегия

## Статус
В соответствии с Договором об Антарктике, вступившем в силу с 23 июня 1961 года, все земли южнее 60° ю. ш. не могут принадлежать ни одному государству, демилитаризованы и безъядерны. Однако, несмотря на его подписание и ратификацию, ряд государств трактует экстерриториальность Антарктики лишь как «замораживание» своих территориальных претензий на континент и прилегающее пространство, но не как отказ от них. Соответственно, они выпускают для «своих» территорий специальные знаки почтовой оплаты либо периодически освещают тему своих претензий (например, публикуют географические карты) на обычных почтовых марках. К этим странам относятся:
- Великобритания (Британская антарктическая территория),
- Австралия (Австралийская антарктическая территория),
- Новая Зеландия (Земля Росса[4]),
- Франция (Земля Адели, Французские Южные и Антарктические территории),
- Аргентина (Аргентинская Антарктида),
- Чили (Чилийская Антарктика),
- Норвегия (Земля королевы Мод и остров Петра I).

При этом британский, аргентинский и чилийский секторы частично перекрывают друг друга, а на «тихоокеанский» сектор между 90° и 150° западной долготы (кроме острова Петра I) пока не претендует никто. С 1939 года этот сектор официально считала своим Япония, однако в 1951 году по условиям Сан-Францисского мирного договора её претензии были аннулированы.
Поскольку Антарктика из-за экстремальной суровости своего климата не имеет постоянного населения, реальная антарктическая почтовая активность исчерпывается потребностями немногочисленного работающего вахтовым методом персонала сезонных или постоянных научно-исследовательских и китобойных баз, экспедиций, экипажей судов и туристов.
Во многом эмиссия особых антарктических почтовых марок носит символический характер, подтверждающий актуальность территориальных претензий того или иного государства. Антарктическая филателия стала скрытой формой таких претензий, отмечают эксперты. Большая часть тиражей таких знаков почтовой оплаты, впрочем, выпускается в коммерческих целях для продажи филателистам, поскольку антарктическая филателия является одной из самых популярных тем коллекционирования.

## Секторы по странам

### Британский

Марки первого выпуска БАТ (1963) номиналами в 1 фунт стерлингов, 2 пенса и ½ пенни (последняя погашена штемпелем на антарктической станции Сигню на Южных Оркнейских островах)

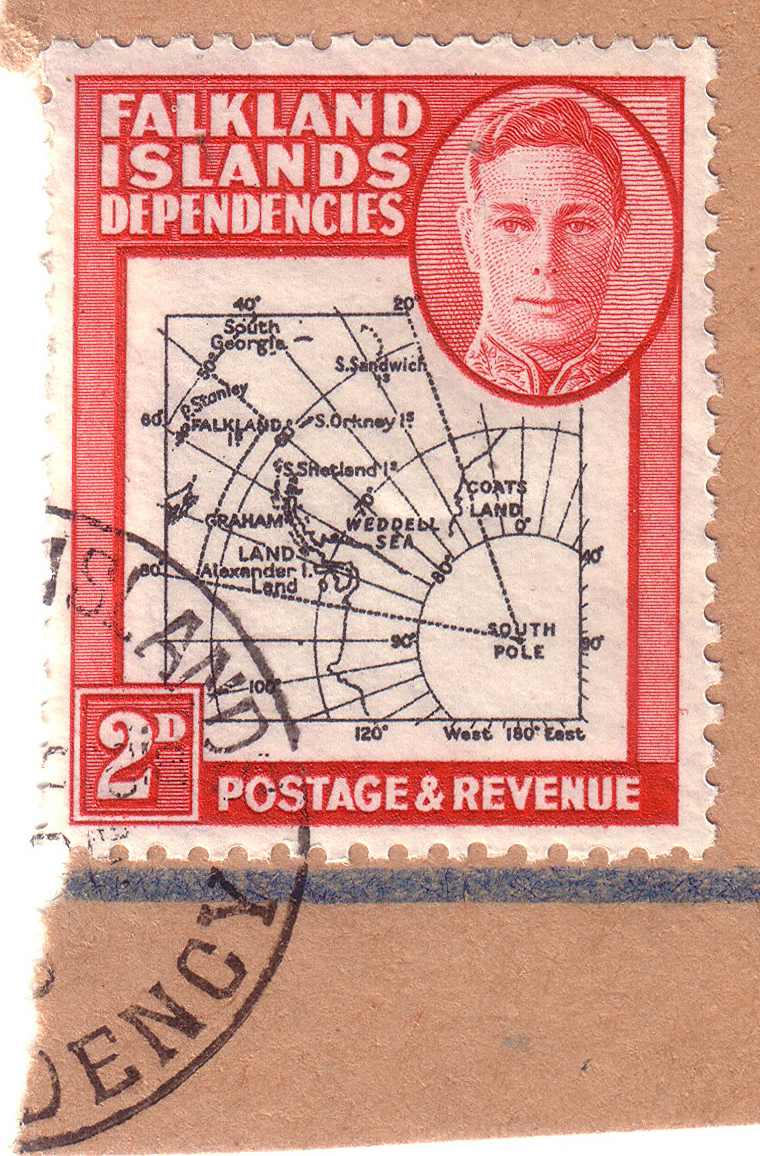
Вырезка с маркой первого выпуска Зависимых территорий Фолклендских островов, 1946(Sc #1L3)

Субантарктические острова Южной Атлантики и соответствующий сектор Антарктиды как совокупность стали зоной территориальных притязаний Великобритании с 1908 года. В административном отношении эти земли управлялись местными властями Фолклендских островов, хотя представляли собой отдельную колонию — Зависимые территории Фолклендских островов.
В 1944 году для них была выпущена серия почтовых марок Фолклендов с красными надпечатками, причём для каждой из территорий по отдельности — для Земли Грейама, о́строва Южная Георгия, Южных Оркнейских и Южных Шетландских островов. С 1946 года почтовые выпуски Falkland Islands Dependencies стали общими. В 1962 году из состава колонии была выделена самостоятельная Британская антарктическая территория (БАТ), продолжившая выпуск собственных марок. С 1963 году эмитируются особые почтовые марки и для Южной Георгии, с 1986 года (Sc #101) они несут надпись «Южная Георгия и Южные Сандвичевы Острова».
Великобритания выпускает отдельные почтовые марки для БАТ с 1963 года. Первая серия БАТ была посвящена освоению Антарктиды и представляла различные виды человеческой деятельности на этом материке. Она состояла из марок 15 номиналов от полупенни до одного фунта стерлингов и, естественно, сопровождалась портретом королевы Елизаветы II. В 1971 году при переходе Великобритании к десятичной денежной системе серия была надпечатана цифрами новых номиналов.

Фрагмент блока БАТ, 2000(Sc #288)

Если в 1960-е годы выпуски почтовых марок носили спорадический характер, то с 1970-х годов Великобритания стала выпускать для БАТ по 10—20 марок ежегодно, а каждые несколько лет — большие серии, тематика которых касается Антарктиды и омывающего её Южного океана: в 1973 — полярные исследователи, в 1984 — подводные микроорганизмы, в 1990 — ископаемые животные Антарктики, в 1993 — научно-исследовательский флот и т. д. С 1963 вплоть до 2000 года (Sc #288) территория антарктических претензий Великобритании ни на одной почтовой марке БАТ не обозначалась, хотя карта Антарктиды на почтовых марках БАТ периодически публиковалась.

### Австралийский

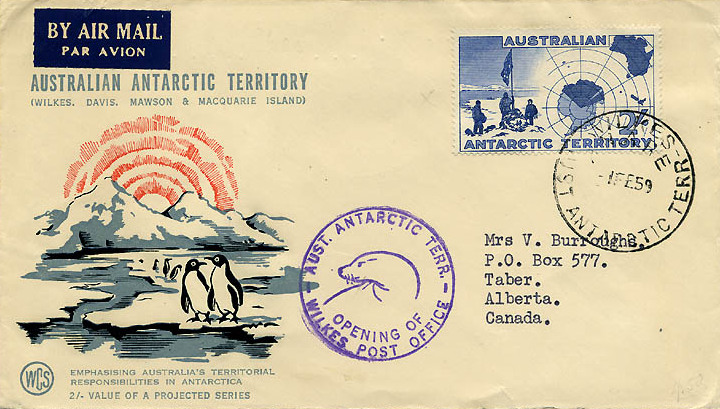
Конверт, выпущенный ААТ в 1959 году в честь открытия почтового отделения на Земле Уилкса

Австралия претендует на свой сектор Антарктиды с 1933 года, унаследовав его от Великобритании (которая заявила свои права на Землю Виктории в 1841 году, а в 1930 году — на Землю Эндерби). Первые выпуски почтовых марок Австралийской антарктической территории (ААТ, англ. Australian Antarctic Territory) датируются 1957 годом . Они не были объединены в серию, но на трёх из пяти марок в первый и пока единственный раз была изображена карта Антарктиды с обозначением ААТ. К началу 1990-х годов Австралия стала выпускать для ААТ марки ежегодно (до 2002 года выпущено 118 почтовых марок, что сравнительно немного). Как и в случае БАТ, их тематика касается Антарктиды. Все марки ААТ действительны для оплаты почтовых услуг и в самой Австралии, таким образом де-факто могут рассматриваться как особый вид австралийских.

### Новозеландский

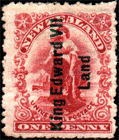
Надпечатка «Земля короля Эдуарда VII» на марке Новой Зеландии (1908)

Земля Росса (Зависимая территория Росса) первоначально носила имя короля Эдуарда VII (оно и сегодня используется для обозначения территории ледникового шельфа к западу от мыса Колбек). В 1908 году почтой Новой Зеландии 23 492 марки красного цвета номиналом в 1 пенни были надпечатаны по вертикали «King Edward VII Land» («Земля короля Эдуарда VII»). Эти марки использовались только британской антарктической экспедицией и считаются первыми в мире антарктическими марками. Будучи не в состоянии высадиться на Земле Эдуарда VII, глава экспедиции, британский исследователь Эрнест Генри Шеклтон был вынужден разбить лагерь на месте нынешней базы Мак-Мердо, то есть фактически на соседней Земле Виктории. Тем не менее он произвёл привезёнными с собой марками франкировку почтовой корреспонденции, став первым официально уполномоченным антарктическим почтмейстером. Календарный штемпель Шеклтона, которым гасились марки, представлял собой надпись «Brit. Antarctic Expedition» в круге с аббревиатурой «NZ», датой и временем гашения в четыре линии по центру.

Первый выпуск марок Земли Росса, 1957(Sc #L1, L2 и L3). На марке L2 слева изображён Эрнест Шеклтон, справа — Роберт Скотт

В ходе экспедиции 1910—1913 годов (известной в связи с гонкой к Южному полюсу с параллельно организованной экспедицией норвежца Амундсена) на базе Мак-Мердо в январе 1911 года высадился Роберт Скотт. Будучи назначен почтмейстером правительства Новой Зеландии на время экспедиции, Скотт произвёл гашение двух специально выпущенных почтовых марок Новой Зеландии номиналами в ½ пенни и 1 пенни, надпечатанных «Victoria Land». Они гасились тем же самым штемпелем, который использовался в 1908 году Шеклтоном. Пять человек, включая самого Скотта, на обратном пути с Южного полюса погибли.
С 1923 года Новая Зеландия официально претендует на Землю Росса, и с 1957 года новозеландская почта эмитирует для неё специальные почтовые марки с надписью «Ross Dependency» («Территория Росса»), официально для использования в антарктических экспедициях и на научно-исследовательских станциях Новой Зеландии. Известны выпуски 1957, 1967, 1972 и 1982 годов. Всего с 1957 по 1987 год было выпущено 20 марок (4 серии). В 1988 году, в связи с большими расходами и реорганизацией почты Новой Зеландии отделение связи на новозеландской антарктической базе «Скотт» было закрыто. Печатание марок для Земли Росса прекратилось, хотя они оставались в обращении и могли использоваться для оплаты внутренней корреспонденции. В 1994 году выпуск марок для Земли Росса возобновился и с тех пор стал ежегодным.

### Французский

Марки ФЮАТ, посвящённые годовщинам Договора об Антарктике. Территория ФЮАТ отмечена только на правой марке

Земля Адели административно входит в состав колонии Французские Южные и Антарктические территории (ФЮАТ) и формально управляется с острова Реюньон. Франция заявила претензии на Землю Адели в 1924 году (официально — в 1938 году). ФЮАТ были организационно оформлены в августе 1955 года в ходе подготовки к независимости Мадагаскара, и в том же году была выпущена первая почтовая марка ФЮАТ — красная надпечатка названия территории на марке Мадагаскара (Sc #289). Со следующего 1956 года для колонии почти ежегодно издаются собственные марки.

Марка ФЮАТ с гербом территории

Территориальные претензии на Землю Адели впервые фиксируются на первой авиапочтовой марке ФЮАТ 1956 года (Sc #C1) и с тех пор ещё пять раз — на марке 1981 года, посвящённой 30-летию Договора об Антарктике (Sc #94), на блоке 1995 года (Sc #211), на авиапочтовой марке 1996 года (Sc #C138), на марке 2000 года (Sc #265) и на сувенирном листе 2001 года (Sc #291). В промежутках примерно столько же раз на марках ФЮАТ появляется карта Антарктиды, свободная от закрашенного сектора Земли Адели.

### Аргентинский
Аргентина рассматривает «свой» сектор Антарктиды как часть провинции Огненная Земля, Антарктида и острова Южной Атлантики . Антарктические территориальные претензии Аргентины начали оформляться с 1903—1904 годов по ходу освоения близлежащих частей Антарктиды, в июле 1939 года они приобрели официальный статус, однако первые почтовые марки, зафиксировавшие этот факт, появились лишь в 1947 году (Sc #561, 562). В феврале 1957 года претензии Аргентины были официально распространены и на Фолклендские (Мальвинские) острова, остров Южная Георгия, Южные Сандвичевы, Южные Оркнейские и Южные Шетландские острова.

«Аргентинская Антарктида» на марках Аргентины разных лет: 1947(Sc #561, 562); 1948(Sc #C55, C56); 1951(Sc #594); 1953(Sc #620); 1954, водружение аргентинского государственного флага на Южных Оркнейских островах(Sc #621)

С этих пор и вплоть до англо-аргентинского конфликта 1982 года на марках Аргентины периодически появлялись напоминания об «Аргентинской Антарктиде», причём её картами сопровождались не только выпуски к годовщинам различных связанных с освоением этого материка событий, но и многие другие, вплоть до курьёзных случаев — например, почтовых марок, посвящённых переписи населения (Антарктика необитаема). Первый и пока единственный выпуск с чистой картой континента появился в 1971 году. Со времени поражения в Фолклендской войне и до конца 1990-х годов антарктическая тематика на марках Аргентины картами не сопровождалась. С 2001 года карта аргентинского антарктического сектора на её марках публикуется вновь (например, (Sc #2148)).

### Чилийский
Чили считает «свой» антарктический сектор частью провинции Магальянес (исп. Región de Magallanes y de la Antártica Chilena), что было впервые зафиксировано специальным декретом Министерства внутренних дел республики в ноябре 1940 года. Однако первые посвящённые этому почтовые марки увидели свет лишь в 1947 году (Sc #247, 248). С тех пор Чили публикует на своих почтовых марках карту антарктического сектора регулярно, но с меньшей интенсивностью, чем соседняя Аргентина. С 1992 года в некоторых случаях чилийские марки полярной тематики сопровождаются надписью «Antártica Chilena. Chile» ( (Sc #1020) и позже), хотя, как и остальные выпуски, они имеют хождение по всей стране и каталогами почтовых марок в отдельную категорию не выделяются.

«Чилийская Антарктика» на марках Чили разных лет: 1947(Sc #247-248); 1958(Sc #305); 1958(Sc #310); 1973(Sc #434); 1977, визит президента Аугусто Пиночета в Чилийскую Антарктику(Sc #497)

### Норвежский

Марки Норвегии: Международный геофизический год (1957) и годовщина Договора об Антарктике, Амундсен (1971). На первой марке показаны территориальные претензии Норвегии

Остров Петра I стал предметом территориальных претензий Норвегии в 1929 году (официально — с 1931 года), Земля королевы Мод — с января 1939 года, специальным королевским указом, как «Сектор острова Буве» (присоединённого к Норвегии в 1927 году). В 1957 году зависимый статус этих территорий был закреплён в норвежском законодательстве. Однако Норвегия выпустила почтовую марку, демонстрирующую её претензии, лишь единожды в своей истории — в том же 1957 году, в серии, посвящённой Международному геофизическому году (1957—1958). В остальных случаях карта Антарктики на норвежских марках остаётся чистой.

### Остальные

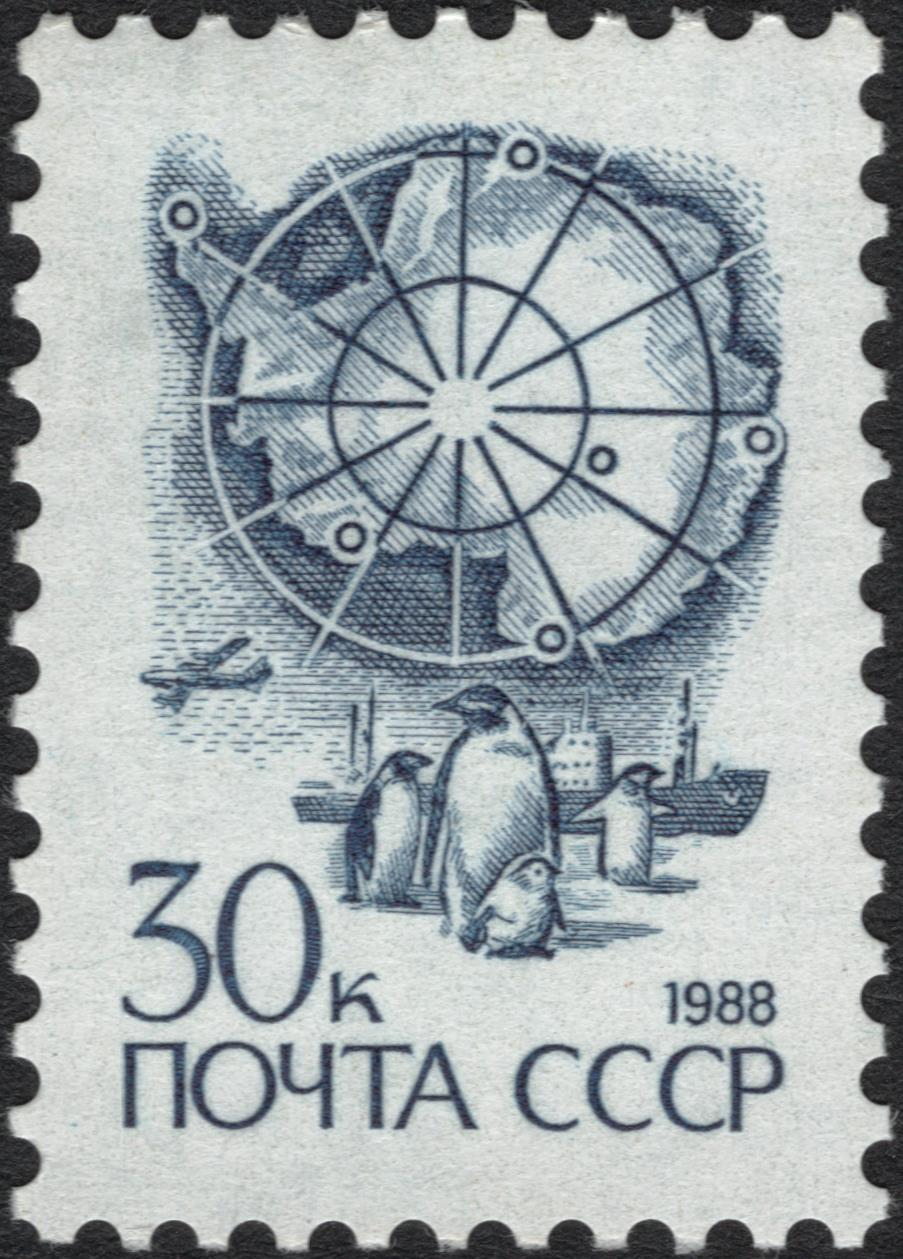
Стандартная марка СССР, 1988. Художник В. Коваль

Остальные подписавшие Договор об Антарктике государства, включая СССР (Россию) и США, не претендуют на какие-либо части Антарктиды, хотя последние два и оговаривают, что оставляют за собой такое право. Страны-подписанты Договора как правило исповедуют стратегию не секториального владения, а «эффективной оккупации» наиболее перспективных для научных исследований антарктических участков территории. Они активно развивают антарктическое направление, в том числе и в своей филателии. В первую очередь это касается государств, организовавших сети своих полярных станций и сезонных полевых баз — России, ЮАР, КНР, Японии, Южной Кореи, Германии, Польши, Болгарии, США, Бельгии, Италии, Украины и др. Свои почтовые марки на антарктические темы выпускают и многие другие страны, вплоть до самых экзотических, — например, Объединённые Арабские Эмираты.

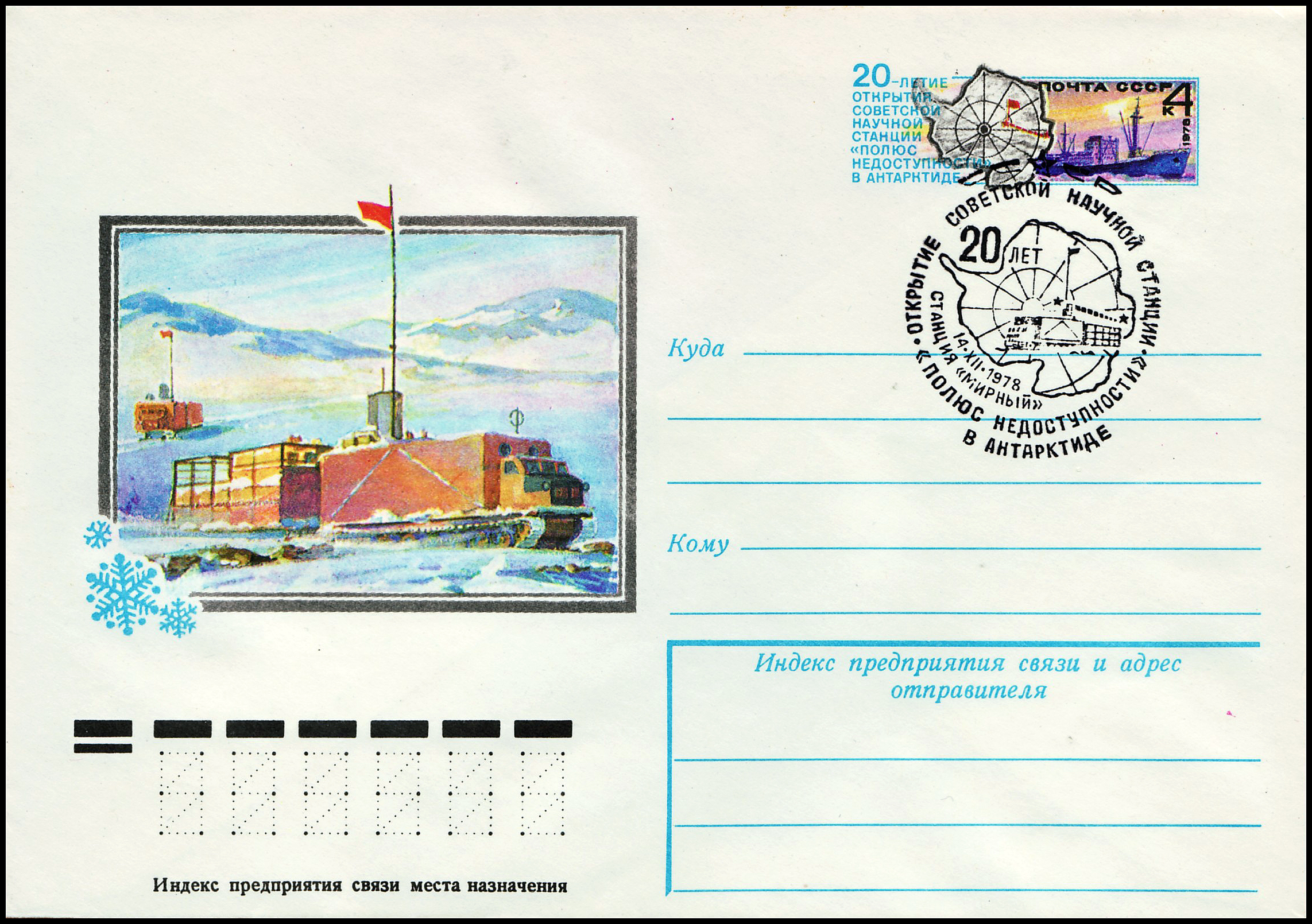
Конверт с оригинальной маркой «20-летие открытия советской научной станции „Полюс недоступности“ в Антарктиде», СССР, 1978. Художник Ю. Косоруков. Спецгашение: станция Мирный, 14.12.1978

| Серия почтовых марок СССР «Антарктида — континент мира» 1963 года (ЦФА [АО «Марка»] № 2919—2922) | Серия почтовых марок СССР «Антарктида — континент мира» 1963 года (ЦФА [АО «Марка»] № 2919—2922) | Серия почтовых марок СССР «Антарктида — континент мира» 1963 года (ЦФА [АО «Марка»] № 2919—2922) | Серия почтовых марок СССР «Антарктида — континент мира» 1963 года (ЦФА [АО «Марка»] № 2919—2922) |
| ------------------------------------------------------------------------------------------------ | ------------------------------------------------------------------------------------------------ | ------------------------------------------------------------------------------------------------ | ------------------------------------------------------------------------------------------------ |
|                                                                                                  |                                                                                                  |                                                                                                  |                                                                                                  |
| Дизель-электроход «Обь»                                                                          | К Полюсу недоступности                                                                           | Полярная авиация                                                                                 | Китобойная база «Советская Украина»                                                              |

Серия почтовых марок России
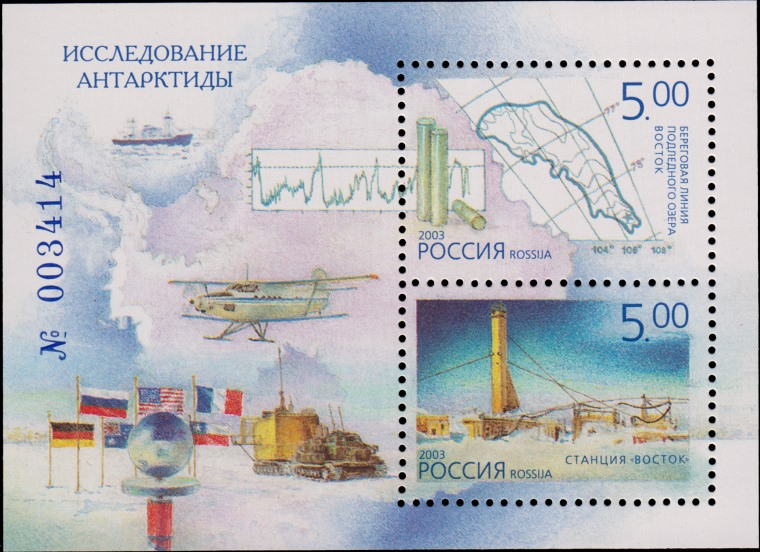
Почтовый блок, 2003 год. Береговая линия подледного озера Восток и ледяные цилиндры — пробы исследовательского бурения.
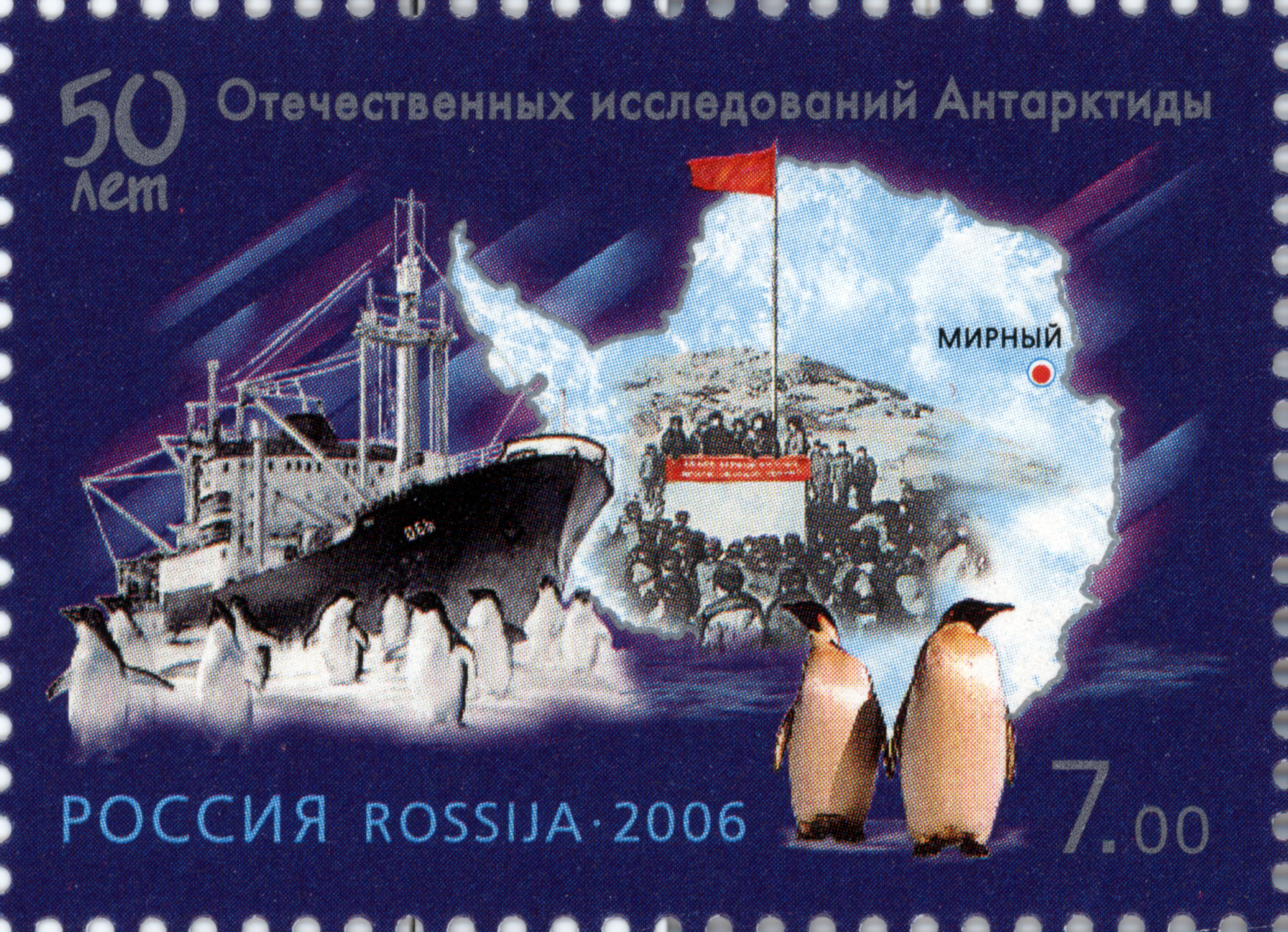
Марка России к 50-летию отечественных исследований в Антарктиде
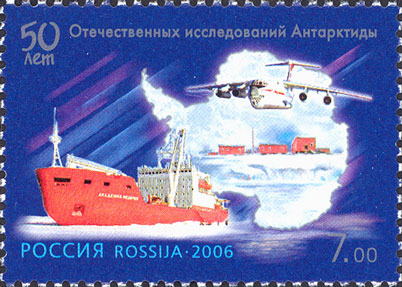
Марка России к 50-летию отечественных исследований в Антарктиде
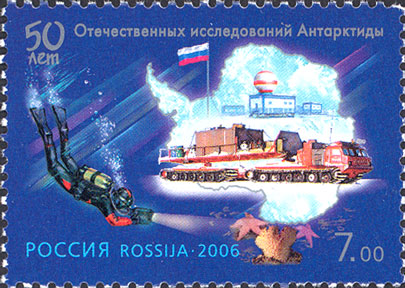
Марка России к 50-летию отечественных исследований в Антарктиде

| Письмо, отправленное из украинской антарктической станции «Фарадей» («Академик Вернадский») в Киев | Письмо, отправленное из украинской антарктической станции «Фарадей» («Академик Вернадский») в Киев |
| --- | -------------------------------------------------------------------------------------------------- |
| | |
| Общий вид конверта, франкированного специальным знаком почтовой оплаты (с надписью «Ukrainian Antarctic Expedition. Faraday Post. 1996» и надпечатками «W» и «62P») и почтовыми марками Аргентины и погашенное календарными штемпелями украинской антарктической экспедиции и Аргентины (1996) | Деталь. Надпечатанный номинал почтового знака — 62 песо (?)                                        |

## Сюжетные ошибки

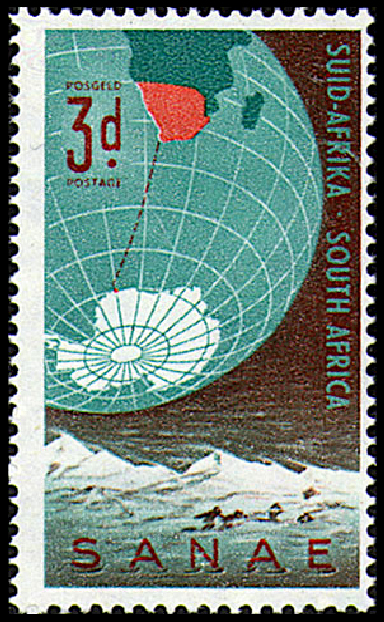
Южная Африка, 3 пенса, 1959 год(Sc #220)

- В 1959 году на почтовой марке Южно-Африканского Союза номиналом в 3 пенса, посвящённой южноафриканской национальной антарктической экспедиции, был изображён глобус, на котором территория Южной Африки выделена оранжевым цветом. Заодно в этот же цвет были выкрашены не только Намибия, тогда — бывшая подмандатная территория ЮАС, но и Ботсвана, Лесото, Свазиленд, Малави и часть Южной Родезии.

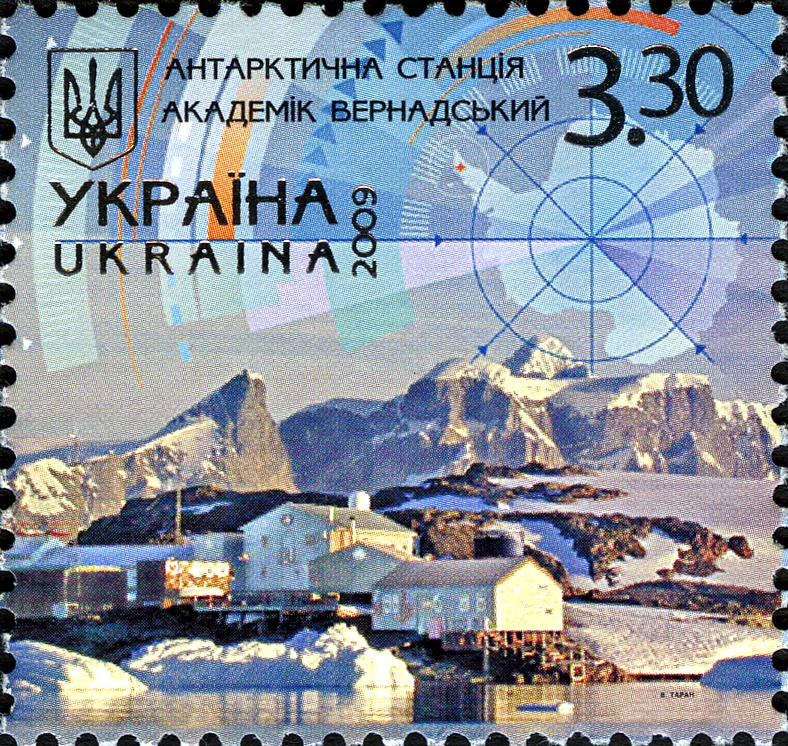
Украина, 3.30 гривны (2009)

- В 2009 году на почтовой марке Украины из двухмарочной сцепки и малого листа, посвящённых украинской полярной станции «Академик Вернадский», художник Владимир Таран изобразил карту Антарктиды, выделив цветом произвольные секторы континента с центром в точке южного полюса[33]. Один из таких секторов, на который попала надпись Ukraina, пришёлся на тихоокеанскую сторону Антарктиды (за исключением Норвегии, выдвигающей претензии на остров Петра I, на неё пока не претендует ни одна страна мира), однако два других оказались в зонах антарктических притязаний Австралии и Франции.

Что именно имела в виду Укрпочта, выпуская тираж сомнительной марки, не сообщается. Информационное агентство REGNUM в своём материале в связи с этим спрашивает:
Что стоит за изданием «Укрпочтой» такой странной марки? Недосмотр почтовых руководителей Украины, позволивших бесконтрольно разыграться политико-географической фантазии художника Владимира Тарана, или же сознательное обозначение новых направлений и желанных полярных горизонтов для предприимчивой и кипуче активной внешней политики молодого государства?.. Не следует ли понимать появление такой марки, как выдвижение Украиной претензий на часть Антарктики, как намерение официального Киева вступить в спор с Австралией и Францией за право обладания их традиционными секторами антарктической территории?

## Фантастические выпуски
О появлении «государства» под названием «Федерация островов Дауэрти и Хесперис» (англ. Federation of Dougherty and Hesperies Islands) заявил в середине 1960-х годов некто Стопахио, «генеральный почтмейстер» этой «территории». Однако «официальный представитель» не смог назвать точного местоположения своей «страны». Он ограничился лишь туманным заявлением о том, что это — «остров, расположенный в морях юга Тихого океана». Скорее всего, Стопахио облюбовал для своего «государства» таинственный остров похожего названия, открытый у берегов Антарктиды в середине XIX века, а затем бесследно исчезнувший. Видимо, это был просто огромный айсберг, принятый за неизвестную землю. Первые «почтовые призраки» острова появились в 1964 году к Олимпийским играм в Токио (по другим данным, в 1965 году).
На фантастических выпусках несуществующего государства «Республика Мевю» (англ. Republic of Mevu) можно встретить надпись «Antarctic Post» — «Антарктическая почта».
В 1994 году на филателистический рынок были выброшены спекулятивно-фантастические марки с надпечаткой неких «Украинских антарктических территорий».